# Eisern
Eisern (Siegerländer Platt: Isern) ist ein Stadtteil der nordrhein-westfälischen Universitätsstadt Siegen.

## Geografie

### Lage

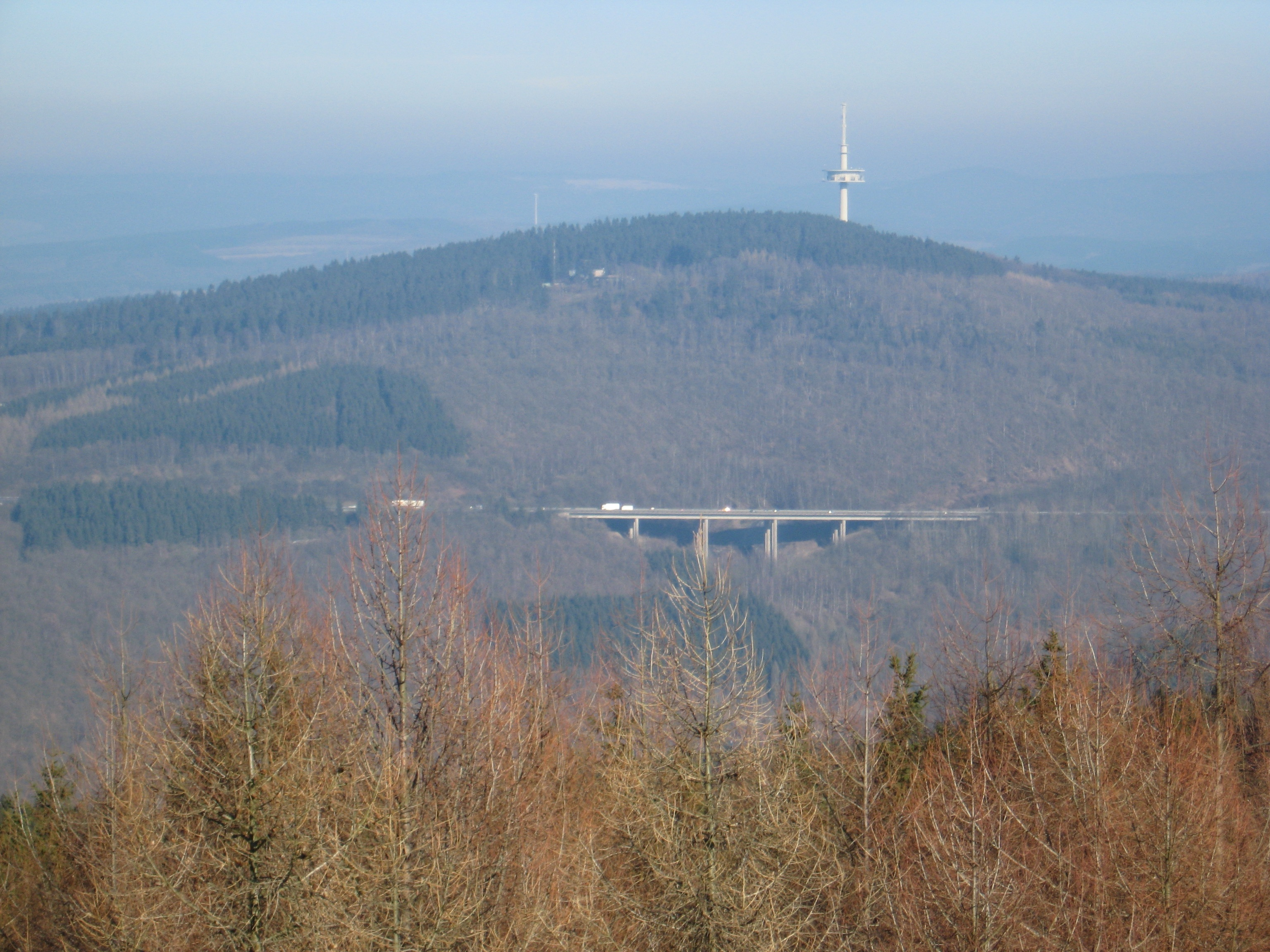
Die Eisernhardt

Eisern liegt im Eisernbachtal auf 270 bis 350 m Höhe. Im Ort mündet die Obersdorf, von Nordosten her kommend, in den Eisernbach sowie mehrere weitere kleine Bäche. Berge um den Ort sind der 391,6 m hohe Burgberg und der Michelsberg (385,5 m Höhe) im Süden, der 408 m hohe Eichholz und die Eisernhardt (482,3 m Höhe) im Norden.
Der Ortsteil liegt im Süden der Stadt und grenzt im Norden an den Stadtteil Siegen, im Osten an Obersdorf und Rinsdorf (Wilnsdorf), im Süden an Salchendorf (Neunkirchen) und im Westen an den Stadtteil Eiserfeld.

### Ortsbild
Das Ortsbild ist von widersprüchlichen Eindrücken geprägt. Die weitgehend bebauten Tallagen und tieferen Hanglagen sind umgeben von zumeist bewaldeten Bergrücken. Im alten Ortskern, der „Peeke“ sind neben der Kapellenschule aus dem 17. Jahrhundert und dem vor einigen Jahren renovierten „Backes“ (Backhaus) – beide Gebäude werden heute vom Heimatverein betreut und als Heimatmuseum genutzt – traditionelle Siegerländer Fachwerkhäuser zu sehen. Eisern wird überragt zum einen durch das Kriegerdenkmal auf dem Burgberg, zum anderen durch den weithin sichtbaren Richtfunkturm der Telekom auf der Eisernhardt. Seit 1969 durchschneidet die Bundesautobahn 45 die Gemarkung Eisern in voller Breite und hat durch zwei Brückenbauwerke, tiefe Einschnitte und Aufschüttungen das Ortsbild erheblich verändert und beeinträchtigt.

## Geschichte

Eiserner Hütte (links) und Eisernhardter Tiefbau (rechts) um 1900

Die Besiedlung im Ortsgebiet fand in der „Fränkischen Landnahme“ zwischen 720 und 800 nach Christus statt. Erstmals erwähnt wurde Eisern am 1. Januar 1289 in einer Urkunde, in der ein gewisser „Hermannus de Yseren“ genannt wird. Eisern war viele Jahrhunderte durch die Eisenerzgewinnung und -verhüttung geprägt. 1623 wurden die Gruben Michel und Ramberg erstmals genannt. Bereits 1562 wurde eine Grube Ameise erwähnt. Sie wurde zu einer der größten Gruben in Eisern mit einer Gesamtförderung von knapp 1,36 Mio. Tonnen Eisenerz. Das Kapitel Bergbau endete 1957 mit der Schließung der letzten Grube Eisernhardter Tiefbau. Die Eiserner Hütte war von 1417 bis 1926 in Betrieb. In den Jahren 1444 und 1463 wurden drei Hütten „off der Ysern“ genannt.
Am 20. Juli 1881 richtete ein Unwetter nach wochenlang anhaltender Hitze schwere Schäden im Ort an.
1890 wurde die Eisern-Siegener Eisenbahn eröffnet, um die Orte Eisern und Eiserfeld sowie die dort ansässigen Grubenbetriebe an die Staatsbahn, die durch Siegen führt, anzubinden. Am 1. April 1969 endete der Güterverkehr bis zum Endbahnhof Eisern. Unter der immer größer werdenden Beteiligung und Verantwortung der Siegener Kreisbahn war der Personenverkehr zum 30. Oktober 1947 zur Straßenbahn umgerüstet, aber nach dem Umbau der Schiene in der Straße ab 31. August 1956 nicht wieder auf ihr aufgenommen worden. An ihrer Stelle folgte der Oberleitungsbus Siegen als durchgehende Linie bis Wilnsdorf, bis auch er im Juli 1962 auf Dieselfahrzeuge umgestellt wurde und auf Dauer die meisten Fahrten wieder in Eisern endeten.
1939 wurde aufgrund einer Wassernot ein Laufbrunnen in der Giesenbach gebaut und in Betrieb genommen.
Die selbständige Gemeinde Eisern gehörte bis zum Inkrafttreten des eine Gemeindegebietsreform beinhaltenden Gesetzes zur Neugliederung des Landkreises Siegen am 1. Juli 1966 zum Amt Wilnsdorf. Durch dieses wurde sie der neu gegründeten Stadt Eiserfeld zugeschlagen, die aus den vorherigen Gemeinden des Amtes Eiserfeld, der Gemeinde Eisern und der Gemeinde Oberschelden, die bis dahin zum Amt Freudenberg gehört hatte, gebildet wurde. Mit der erneuten kommunalen Neugliederung durch das Sauerland/Paderborn-Gesetz, das am 1. Januar 1975 in Kraft trat, wurden die gerade frisch aus der Taufe gehobenen Städte Eiserfeld und Hüttental in die Stadt Siegen eingegliedert.

### Wappen

Ehem. Wappen der Gemeinde (1949–1966)

Das Wappen wurde am 19. Mai 1949 durch den Innenminister des Landes Nordrhein-Westfalen verliehen. Eisern war viele Jahrhunderte durch die Eisenerzgewinnung und -verhüttung geprägt. Der Rennofen sowie das Bergmannsgezähe sind Symbole dafür.
Blasonierung:„In Blau ein goldener Rennofen (Eisenofen), der mit gekreuztem, schwarzen Hammer und Schlägel belegt ist.“

### Einwohnerzahlen
Einwohnerzahlen des Ortes:
| Jahr | Einwohner |
| ---- | --------- |
| 1773 | 0286      |
| 1818 | 0379      |
| 1885 | 1078      |
| 1895 | 1152      |
| 1905 | 1439      |
| 1910 | 1521      |
| 1925 | 1602      |

| Jahr | Einwohner |
| ---- | --------- |
| 1933 | 1710      |
| 1939 | 1757      |
| 1950 | 2329      |
| 1961 | 2489      |
| 1965 | 2625      |
| 1994 | 2611      |
| 2001 | 2550      |

| Jahr | Einwohner |
| ---- | --------- |
| 2004 | 2469      |
| 2006 | 2428      |
| 2008 | 2388      |
| 2009 | 2385      |
| 2010 | 2370      |
| 2011 | 2360      |
| 2012 | 2355      |

| Jahr | Einwohner |
| ---- | --------- |
| 2013 | 2349      |
| 2014 | 2324      |
| 2015 | 2320      |
| 2016 | 2319      |

## Politik

### Ehemalige Bürgermeister
- 1927 bis 1943: Hugo Roth
- bis 1966: Alfred Eckhardt (1915–1997), letzter Bürgermeister Eiserns[20]

## Sehenswürdigkeiten
1774/75 wurde die Eiserner Kapellenschule erbaut. 1980 wurde sie vom Heimat- und Verschönerungsverein um- und ausgebaut. Seit 1987 können in der Heimatstube, die in der Kapellenschule eingerichtet wurde, Exponate aus Bergmannsgeschichte, Landwirtschaft, Hauberg, Handwerk und aus der Kirchengeschichte besichtigt werden.

## Infrastruktur

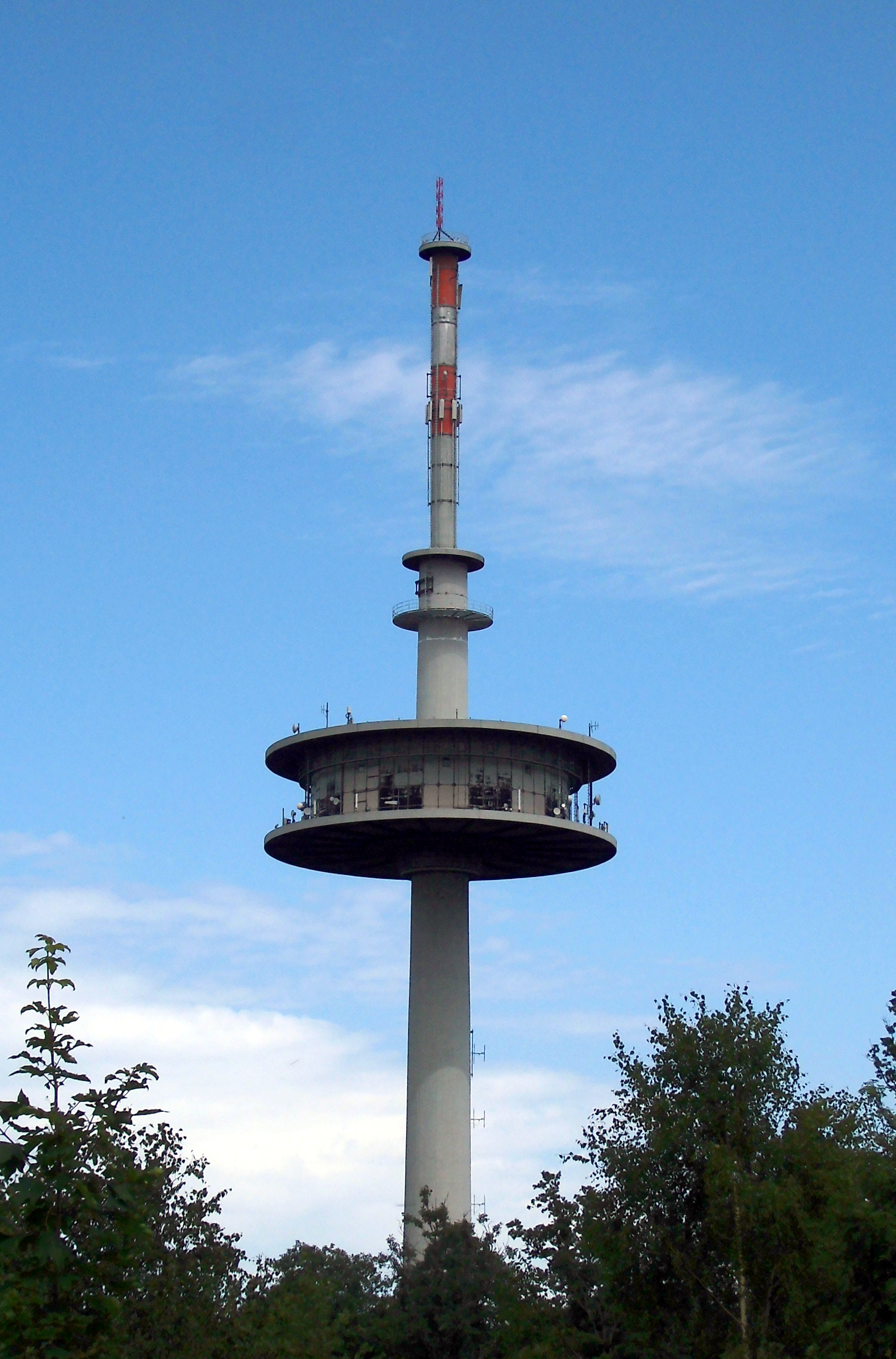
DAB+ Sendeturm auf der Eisernhardt

### Industrie
Es finden sich einzelne, zumeist metallverarbeitende Betriebe im Ort. Die meisten von ihnen befinden sich an der Eiserntalstraße in Richtung Eiserfeld.

### Verkehrsanbindung
Eisern liegt an der Landesstraße 907, die sich von Wilnsdorf nach Eiserfeld zieht und dort auf die B 62 trifft. Im Ort selbst zweigen sich die L 909 nach Obersdorf und die L 562 in Richtung Siegen ab. An dieser Straße liegt auch die Auffahrt zur Autobahn 45, die nördlich am Ort vorbeiführt.
Der nächste Bahnhof befindet sich in Eiserfeld, und als Buslinien der VWS verkehren (Stand 2022):
C100 Siegen – Eiserfeld – Eisern, werktags halbstündlich
R14  Siegen – Rödgen – Eisern – Wilnsdorf, meist stündlich, und
R25  Siegen – Leimbachstraße – Eisern – Wilnsdorf – Gewerbegebiet Kalteiche – Burbach, mindestens jede zweite Stunde.

## Schule und Freizeit
Auf dem Rücken der Eisernhardt befindet sich seit den 1930er Jahren der Flugplatz Eisernhardt. Im südöstlichen Teil des Ortes befinden sich eine Grundschule, ein Kindergarten, ein Bürgerhaus und das Feuerwehrhaus. Südlich des Ortes, auf der Höhe zwischen Burgberg und Michelsberg ist ein Sport- und ein Tennisplatz. Ein weiterer Tennisplatz befindet sich auf der „Schränke“, nicht weit östlich der anderen. Eisern hat eine katholische und eine evangelische Kirche, deren Kirchengemeinde aus Eisern und dem benachbarten Rinsdorf besteht.

## Persönlichkeiten
- Ewald Sauer (1881–1957), Politiker
- Gustav-Adolf Haas (1935–2013), Politiker
- Hans-Hermann Hertle (* 1955), Historiker und Publizist
- Gunter Schneider (* 1964), Generalleutnant der Bundeswehr